# Lauterecken
Lauterecken est une ville et chef-lieu de la Verbandsgemeinde Lauterecken, dans l'arrondissement de Kusel, en Rhénanie-Palatinat, dans l'ouest de l'Allemagne. Elle est située sur les rives des rivières Glan et Lauter, à 20 km au nord-est de Kusel et à 25 km au nord-ouest de Kaiserslautern.